# Saurita concisina
Saurita concisina är en fjärilsart som beskrevs av Felix Bryk 1953. Saurita concisina ingår i släktet Saurita och familjen björnspinnare. Inga underarter finns listade.